# Церква святого Миколая (Струсів)
Церква святого Миколи — культова споруда, розміщена в селі Струсів Теребовлянського району Тернопільської області. Є пам'яткою архітектури України місцевого значення за охоронним номером 213.

## Історія
До XVI ст. поселення називалося Підбугорище чи Підбугородичин. З прадавніх часів на схилі гори існував жертовник язичників. На його місці у княжу добу, можливо, заснували монастир з каплицею. Навколишні схили складаються з доволі м'якого ракушняка — виду вапняку. То ж не дивно, що на схилі була витесана каплиця з вівтарем і келіями ченців. За легендою після захоплення 1240 року Києва ордами Батия ченці Печерського монастиря втекли до Галичини. За ними гнались кочівники і більшість ченців дібралась до Зарваниці. Два ченці відбились від решти і сховались у лісі, де на високому схилі знайшли печеру і там почали витесувати печерну церкву. Згодом тут збудували дерев'яну церкву святого Миколи. За іншою легендою двоє ченців ховались від татарських набігів в урочищі Чортова Дебра і наприкінці XVI ст. витесали печерну церкву і монастир. Такі печерні монастирі були характерними для районів поблизу Дністра з скелями понад долинами річок. Про монастир і церкву майже відсутні згадки до кінця XVI ст.
Проєкт барокової церкви виконав придворний архітектор Йоган Каспер Зельнер, який виконав проекти місійних осередків василіян у Кристинополі (1763), Умані (1766). У них передбачалась присутність щонайменше двох василіян-місіонерів.
Фундаційний акт Струсівського монастиря василіян Потоцький підписав 17 серпня 1771, затвердивши фундацію у гродському суді Белза. За 60000 золотих належало збудувати церкву, монастир на 20 ченців, фільварок, господарські будівлі, а для утримання монастиря надавалась юридика Варваринці, на давалось право вільного вирубу лісу і користування млинами у иаєтностях графа. Протоігумен о. Онуфрій Братковський з монастиря в Бучачі мав надати одного священника для керівництва будівництвом. Зельнеру вдалось завершити будівництво в Кристинополі до жовтня 1772, після чого він зайнявся струсівським проєктом. Через тиждень 22 жовтня 1772 помер Франциск Салезій Потоцький. Проєкт остаточно завершено до грудня 1772 року, а до квітня наступного року з Кристинополя прибув чернець для нагляду за будівництвом монастиря, яке завершили 1774 року.
Будівлю церкви передали католикам під парафіяльний костел, котрий згорів 1891-го. Після будівництва у селі 1903 року парафіяльного костелу святого Антонія котрий граф Влодзімеж Баворовський перебудував храм на родинний гробівець. Будівля зазнала значних пошкоджень в час Першої світової війни. У 1920-х роках відновили фасади, покриття дахів над презбітерієм, бабинцем, монолітне склепіння нави. На 1938 рік будівля стояла покинутою без дверей, вікон, з порослими деревами дахами. За часів СРСР покинутий храм занепав ще більше і на 1970-і роки втратив покриття дахів, склепіння понад бабинцем, пресбітерієм, внутрішннє оздоблення інтер'єрів. Оздоблення втратила підземна каплиця, а крипту та частину печер засипали. Монастирські будівлі розібрали до фундаментів.
Наприкінці 1970-х років вирішено на колишньому монастирському дворі розмістити очисні споруди піонерського табору. У 1979 обстежено будівлю задля пристосування під музей землеробства. Був розроблений проєкт відбудови церкви.
Будівлю церкви святого Миколая повернули 1993 року ченцям василіянам з Бучацького монастиря. За проектом 1979 ігумен монастиря Чесного Хреста Господнього о. Іван Майкович розпочав 1994 відбудову церкви, розчищення печерної каплиці, монастиря, як резиденції Святого Миколая монастиря Чесного Хреста Господнього ЧСВВ. Ченці з Бучача проводять богослужіння у вихідні і святкові дні.

### Церква
Тридільна церква стоїть на скельному плато, від якого крутий схил йде до долини річки Серету. Вона орієнтована по осі північ-південь. Біля центрального об'єму нави симетрично розташовані більш низькі й вузькі об'єми притвору й вівтарної частини з двосхилими дахами та бароковими фронтонами. Наву вкриває сферична баня з люкарнами, сигнатуркою на низькому восьмигранному барабані. Зі сторони плато нава, вівтарна частина на половину занурені в землю і лише зі сторони урвища відкриває фасад нави, розчленований пілястрами, що підтримують розкріпований антаблемент. У площині стіни понад великими квадратними вікнами розташовані круглі з профільованим обрамленням. В інтер'єрі площини стін були декоровані пілястрами з капітелями. Склепіння було прикрашене бароковою ліпниною.
З нави йде вхід до печерної каплиці, у глибину гори веде тунель (2,5×2,8 м), відгалуження якого приводить до печерного монастиря. За легендою цей хід вів до розташованого за 9 км замку Теребовлі. Більш вірогідною є гіпотеза, що хід вів до Струсівського замку.